# Anolis darlingtoni
Espèce
Synonymes
- Xiphocercus darlingtoni Cochran, 1935
- Deiroptyx darlingtoni (Cochran, 1935)

Anolis darlingtoni est une espèce de sauriens de la famille des Dactyloidae. 

## Répartition
Cette espèce est endémique du versant Nord du massif de la Hotte à Haïti.

## Synonymie
Anolis darlingtoni Cochran, 1939 est un synonyme de Anolis etheridgei Williams, 1962.

## Étymologie
Cette espèce est nommée en l'honneur de Philip Jackson Darlington Jr. (1904–1983).

## Publication originale
- Cochran, 1935 : New reptiles and amphibians collected in Haiti by P. J. Darlington. Proceedings of the Boston Society of Natural History, vol. 40, p. 367-376.